# پوسلاگولا
پوسلاگولا (به لاتین: Pussellagolla) یک منطقهٔ مسکونی در سری‌لانکا است که در استان مرکزی (سری‌لانکا) واقع شده‌است.